# Mohrenbrauerei
De Mohrenbrauerei is de oudste brouwerij in het Oostenrijkse deelstaat Vorarlberg. Het bedrijf is gevestigd in Dornbirn en werd in 1834 gesticht.

## Naam en logo
De naam en het logo van de Mohrenbrauerei zijn controversieel. Het Duitse woord Mohr ("Moor") is een verouderde en pejoratieve term voor mensen met donkere huidskleur. Verder toont het logo het konterfeitsel van een Afrikaan met uitpuilende lippen en krullend haar. Critici beweren dat de uitbeelding een geval van racistisch stereotypering is.

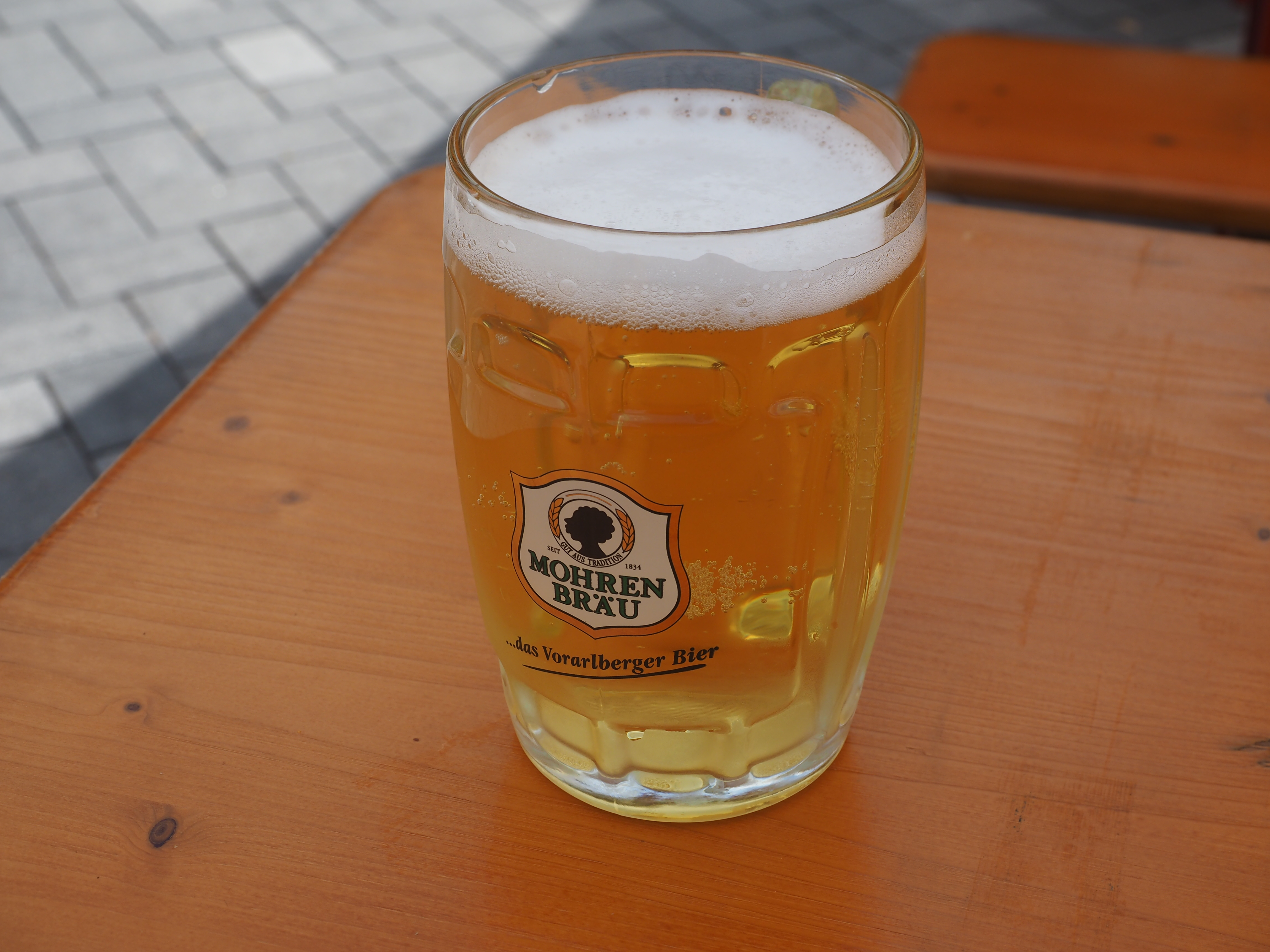
Mohrenbräu-bierpul met het controversiële logo

De brouwerij stelt dat in 1834, de mede-eigenaar van vandaag, de familie Huber, de afbeelding heeft overgenomen van het familiewapen van de oorspronkelijke oprichter van de brouwerij: Josef Mohr. Omdat de naam van de stichter "Mohr" is, is de naam van de brouwerij daarom niet per se racistisch. Het logo, dat op deze naam baseert, wordt daarentegen nog steeds als problematisch geacht.
Vanwege de protesten van de Black Lives Matter-beweging en het toenemende bewustzijn van racisme in Oostenrijk is de discussie over het logo van het Mohrenbräu in 2020 nieuw leven ingeblazen. Maar niet alle mensen zijn het daarover eens: Meer dan 6000 mensen tekenden een petitie om de afbeelding van de Afrikaan als onderdeel van het logo te behouden. De brouwerij houdt vast dat het wapen gebaseerd is op vroege afbeeldingen van de heilige Mauritius en het logo al bijna 200 jaar in gebruik is.

## Geschiedenis
De oorsprong van de huidige brouwerij Mohren ligt in de herberg "Zum Mohren", genoemd naar de eigenaar van de herberg en brouwerij Josef Mohr. De oudste gevonden documentatie over de nieuwe naam "Mohrenwirt" dateert uit 1784. 50 jaar later, in 1834, werd het horeca- en brouwerijbedrijf overgedragen aan de familie Huber.
Franz Anton Huber, handelaar en slotenmaker in Dornbirn-Markt, kocht de herberg, inclusief het landgoed en de bijbehorende brouwerij, op 1 mei 1834 over van een boer uit Hohenems. De brouwerij is sinds die dag in familiebezit.
Rond de eeuwwisseling werd onder de Oost-Silezische meesterbrouwer Anton Decker 30.000 hl bier geproduceerd.
Gedurende de Tweede Wereldoorlog en de dalende vraag moest de productie uiteindelijk volledig worden stopgezet. De brouwerij werd tijdelijk omgebouwd tot kazerne en herbergde soldaten uit Marokko. Pas in 1951 kon zich de brouwerij Mohren herstellen.
In 2012 bedroeg de drankproductie 222.911 hl.

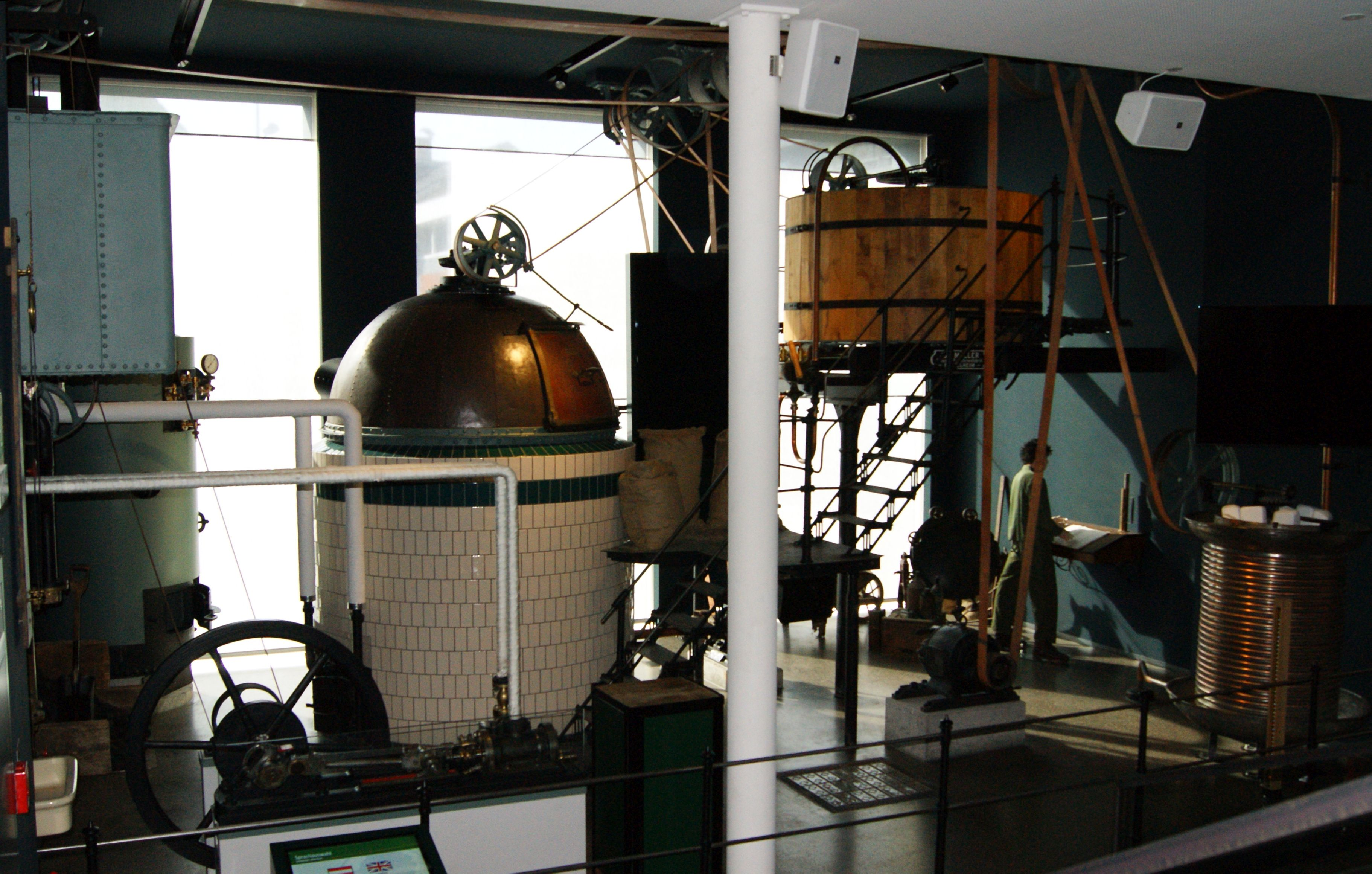
Gerestaureerde microbrouwerij in de Mohren Biererlebniswelt

## Mohren Biererlebniswelt
Op 22 oktober 2016 werd de Mohren Biererlebniswelt geopend. Het is een museum over de geschiedenis van de Mohrenbrauerei en de brouwkunst in het algemeen. Het museum bevindt zich op het hoofdkantoor van de Mohrenbrauerei in Dornbirn. Er zijn ongeveer 10.000 exposities, van kleintjes zoals bierviltjes tot een replica van de gevel van de voormalige logement "Mohren", en een gerestaureerde brouwerij uit de 19e eeuw.